# Foz do Douro
Foz do Douro é uma localidade portuguesa do Município do Porto que foi sede da extinta Freguesia de Foz do Douro, freguesia que, pela Lei n.º 11-A/2013 de 28 de janeiro, foi agregada às Freguesias de Aldoar e de Nevogilde para criar a União das Freguesias de Aldoar, Foz do Douro e Nevogilde.
A Foz do Douro, cujo núcleo urbano mais antigo é também conhecido popularmente como Foz Velha (grosso modo, a zona entre a Rua da Cerca e a Rua da Beneditina), foi vila e sede de concelho, com uma única freguesia, entre 1833 e 1836, quando foi integrada no município do Porto. O seu orago é São João, pelo que as designações de S. João da Foz ou S. João da Foz do Douro eram também comuns.
A Foz do Douro é uma zona interclassista, mais conhecida, no entanto, como zona habitada pela classe alta da cidade. O seu passeio marítimo, salpicado de esplanadas, bares e jardins à beira-mar, fazem dela uma das mais procuradas dentro do Porto, pelo seu elevado requinte.
No seu património, realce para as primeiras manifestações em Portugal da arquitectura da Renascença, com a capela-farol de S. Miguel-o-Anjo, na Cantareira, e o palácio e Igreja, intra-muros do Forte de São João Baptista da Foz, obras mandadas construir pelo Bispo D. Miguel da Silva, em 1527, com a participação do arquitecto-escultor Francisco de Cremona. A Igreja Matriz e o citado forte (ambos do século XVII) são também de assinalar. Entre as encostas do Monte da Luz e a do Monte, descendo até à Cantareira, existe um aglomerado urbano rico que, em importância, segue logo o do centro histórico da cidade.
Raul Brandão nasceu aqui. Aqui viveram ou vivem os artistas Ângelo de Sousa, Irene Vilar; os escritores António Rebordão Navarro, Vasco Graça Moura, Eugénio de Andrade e Antero de Figueiredo, entre muitas outras personalidades da nossa cultura.   
Sobre a Foz, muitas páginas foram escritas por, para além dos citados, Agustina Bessa Luís, Camilo Castelo Branco, Eça de Queirós, e outros, assim como vários artistas utilizaram os seus motivos para obras de arte: Vieira da Silva, António Carneiro, Ângelo de Sousa, Armando Alves, Alvarez, etc.

## População
| População da Freguesia de Foz do Douro | População da Freguesia de Foz do Douro | População da Freguesia de Foz do Douro | População da Freguesia de Foz do Douro | População da Freguesia de Foz do Douro | População da Freguesia de Foz do Douro | População da Freguesia de Foz do Douro | População da Freguesia de Foz do Douro | População da Freguesia de Foz do Douro | População da Freguesia de Foz do Douro | População da Freguesia de Foz do Douro | População da Freguesia de Foz do Douro | População da Freguesia de Foz do Douro | População da Freguesia de Foz do Douro | População da Freguesia de Foz do Douro |
| -------------------------------------- | -------------------------------------- | -------------------------------------- | -------------------------------------- | -------------------------------------- | -------------------------------------- | -------------------------------------- | -------------------------------------- | -------------------------------------- | -------------------------------------- | -------------------------------------- | -------------------------------------- | -------------------------------------- | -------------------------------------- | -------------------------------------- |
| 1864                                   | 1878                                   | 1890                                   | 1900                                   | 1911                                   | 1920                                   | 1930                                   | 1940                                   | 1950                                   | 1960                                   | 1970                                   | 1981                                   | 1991                                   | 2001                                   | 2011                                   |
| 3018                                   | 3777                                   | 5090                                   | 5575                                   | 6998                                   | 7751                                   | 8088                                   | 8491                                   | 9890                                   | 10891                                  | 10316                                  | 13266                                  | 12231                                  | 12235                                  | 10997                                  |

Pelo decreto nº 40.526, de 08/02/1956, foram-lhe fixados os actuais limites.
| Distribuição da População por Grupos Etários | Distribuição da População por Grupos Etários | Distribuição da População por Grupos Etários | Distribuição da População por Grupos Etários | Distribuição da População por Grupos Etários | Distribuição da População por Grupos Etários | Distribuição da População por Grupos Etários | Distribuição da População por Grupos Etários | Distribuição da População por Grupos Etários | Distribuição da População por Grupos Etários |
| -------------------------------------------- | -------------------------------------------- | -------------------------------------------- | -------------------------------------------- | -------------------------------------------- | -------------------------------------------- | -------------------------------------------- | -------------------------------------------- | -------------------------------------------- | -------------------------------------------- |
| Ano                                          | 0-14 Anos                                    | 15-24 Anos                                   | 25-64 Anos                                   | > 65 Anos                                    |                                              | 0-14 Anos                                    | 15-24 Anos                                   | 25-64 Anos                                   | > 65 Anos                                    |
| 2001                                         | 1819                                         | 1460                                         | 6886                                         | 2070                                         |                                              | 14,9%                                        | 11,9%                                        | 56,3%                                        | 16,9%                                        |
| 2011                                         | 1408                                         | 1175                                         | 5764                                         | 2650                                         |                                              | 12,8%                                        | 10,7%                                        | 52,4%                                        | 24,1%                                        |

## Arruamentos
A antiga freguesia da Foz do Douro contém 152 arruamentos. São eles:
| - Alameda do Dr. Fernando de Azeredo Antas - Avenida de D. Carlos I - Avenida do Brasil (Porto)¹ - Avenida do Marechal Gomes da Costa² - Bairro da Rainha D. Leonor - Beco Central - Beco da Bela Vista - Beco da Beneditina - Beco da Senhora da Luz - Beco de S. João da Foz - Burgal de Baixo - Burgal de Cima - Calçada das Laranjeiras - Calçada de Serrúbia - Calçada dos Ingleses - Caminho da Fonte de Cima - Escadas da Igreja - Esplanada do Castelo - Jardim de Antero de Figueiredo - Jardim do Passeio Alegre - Largo da Beneditina - Largo da Igreja - Largo do Capitão Pinheiro Torres de Meireles - Largo do Rio da Bica - Mercado da Foz - Monte da Luz - Parque S. Bartolomeu - Pátio das Japoneiras - Praça de D. Afonso V² ³ - Praça de Liége - Praça do Império - Rampa da Igreja - Rua 10 do Bairro da Rainha D. Leonor - Rua 11 do Bairro da Rainha D. Leonor - Rua 12 do Bairro da Rainha D. Leonor - Rua 13 do Bairro da Rainha D. Leonor - Rua 14 do Bairro da Rainha D. Leonor - Rua 2 do Bairro da Rainha D. Leonor | - Rua 3 do Bairro da Rainha D. Leonor - Rua 4 do Bairro da Rainha D. Leonor - Rua 5 do Bairro da Rainha D. Leonor - Rua 6 do Bairro da Rainha D. Leonor - Rua 7 do Bairro da Rainha D. Leonor - Rua 8 do Bairro da Rainha D. Leonor - Rua 9 do Bairro da Rainha D. Leonor - Rua Alegre - Rua António Pinheiro Caldas - Rua Bela - Rua Berta Alves de Sousa - Rua Cândida Alves - Rua D. Maria Borges¹ - Rua da Agra - Rua da Beneditina - Rua da Cerca - Rua da Fonte da Luz - Rua da Quinta - Rua da Senhora da Luz - Rua da Trinitária - Rua das Laranjeiras - Rua das Motas - Rua de Afonso Baldaia¹ - Rua de Alfredo Keil - Rua de Amadeu de Souza Cardoso - Rua de André de Rezende - Rua de António Galvão² ³ - Rua de Cadouços - Rua de Cândida Sá de Albergaria - Rua de César Abbott - Rua de D. Luís Filipe - Rua de D. Miguel da Silva - Rua de Diogo Afonso - Rua de Diogo Botelho² - Rua de Diu - Rua de Duarte Barbosa - Rua de Fernão Lopes - Rua de Fernão Lopes de Castanheda | - Rua de Fernão Mendes Pinto - Rua de Gabriel Soares de Sousa - Rua de Gomes Eanes de Azurara² - Rua de Gondarém¹ - Rua de Henrique Lopes de Mendonça - Rua de Henrique Moreira - Rua de João de Barros² - Rua de João de Lisboa - Rua de João Paulo Freire - Rua de João Queirós - Rua de José de Carvalho - Rua de Júlio de Brito - Rua das Laranjeiras - Rua de Marta Mesquita da Câmara - Rua de Miguel de Sousa Guedes - Rua de Pero Vaz de Caminha - Rua de Raúl Brandão - Rua de Rui Barbosa¹ - Rua de Rui de Pina - Rua de S. Bartolomeu - Rua de S. Francisco Xavier - Rua de S. João da Foz - Rua de S. José - Rua de Santa Anastácia - Rua de Santa Escolástica - Rua de Santa Senhorinha - Rua de Santo Antonino - Rua de Viana da Mota - Rua de Viana de Lima - Rua do Adro da Foz - Rua do Alto de Vila - Rua do Alto do Mato - Rua do Bom Jesus - Rua do Carvalho - Rua do Coronel Raúl Peres - Rua do Dr. Nunes da Ponte - Rua do Faial - Rua do Farol | - Rua do Marechal Saldanha¹ - Rua do Monsenhor Manuel Marinho - Rua do Monte da Luz - Rua do Montebelo - Rua do Padre José de Anchieta - Rua do Padre Luís Cabral - Rua do Padre Xavier Coutinho - Rua do Paraíso da Foz - Rua do Passeio Alegre - Rua do Prof. Rodolfo de Abreu - Rua do Ribeirinho¹ - Rua do Sacramento - Rua do Teatro - Rua do Túnel - Rua do Veludo - Rua dos Olivais - Rua dos Prazeres - Rua José Augusto de Castro - Travessa Alegre - Travessa da Bela Vista - Travessa da Cerca - Travessa da Praia - Travessa da Senhora da Luz - Travessa das Laranjeiras - Travessa de Cadouços - Travessa de S. Bartolomeu - Travessa de S. João da Foz - Travessa de S. José - Travessa do Adro da Foz - Travessa do Alto de Vila - Travessa do Castelo - Travessa do Monte da Luz - Travessa do Passeio Alegre - Travessa do Sacramento - Travessa dos Banhos - Travessa dos Olivais - Viela da Senhora da Lapa - Viela do Caminho Novo |

1Partilhada com a freguesia do Nevogilde.
²Partilhada com a freguesia de Lordelo do Ouro.
³Partilhada com a freguesia de Aldoar.

## Património
- Farolim da Cantareira
- Farolim de Felgueiras
- Farol de São Miguel-o-Anjo
- Farol da Senhora da Luz